# 磷酸酯

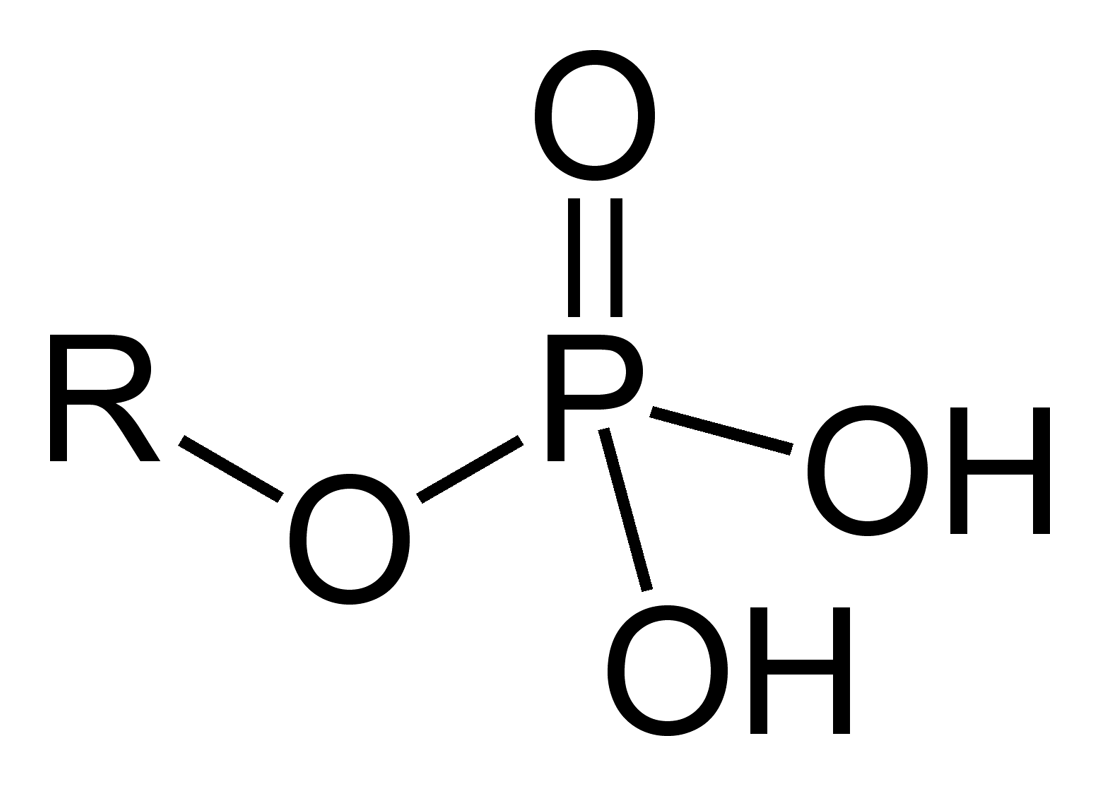
伯磷酸酯的结构通式。

磷酸酯（phosphate ester）或有机磷酸酯（organophosphate），又称正磷酸酯（以与亚磷酸酯相区别），是磷酸的酯衍生物，属于磷酸衍生物的一类。磷酸为三元酸，因此根据取代烃基数的不同，又可将磷酸酯分为伯磷酸酯（磷酸一酯、烃基磷酸）、仲磷酸酯（磷酸二酯）和叔磷酸酯（磷酸三酯）。

## 性质和应用
磷酸的一酯和二酯是强酸，例如磷酸甲酯和磷酸二甲酯的pKa分别为1.54和1.29。烃基磷酸、烃基焦磷酸和烃基三磷酸都以盐的形式存在于生物体内。DNA和RNA就可以看做是 [PO2(OR)(OR')−]n 类型的聚合物。
磷酸酯主要用作含磷农药、神经毒气、难燃液压油、润滑油。

## 制取
由 1mol 磷酸与 1,2,3mol 的醇缩合生成磷酸一酯、二酯和三酯。

## 例子
- 三磷酸腺苷（ATP）
- 甘油醛-3-磷酸
- 肌醇六磷酸
- 磷酸三甲酯
- 敌敌畏（Dichlorvos）